# Auguste Imbert
Jean-Baptiste Auguste Imbert (Paris, 3 mars 1791 - Bruxelles, 1840) est un auteur dramatique, libraire, éditeur, historien, chansonnier et journaliste français.

## Biographie
Il travaille d'abord dans diverses administrations avant d'être nommé en novembre 1816 secrétaire de la commission mixte établie près l'armée prussienne en France.
Après le départ des alliés, il devient libraire à Paris et publie aussi sous les pseudonymes de De Saint-Eugène, Rossignol Passe-Partout ou simplement Auguste. Le 4 janvier 1827, il est condamné à 595 francs d'amende et aux frais par le tribunal correctionnel du département de la Seine pour diffamation et provocation à la haine et au mépris du gouvernement du Roi pour son ouvrage Biographie des imprimeurs et des libraires. Il a de même des démêlés avec la justice pour son livre Mon rêve, ou le gouvernement des animaux (1828). Banni, il s'exile à Bruxelles où il finit sa vie.
Par ailleurs, Imbert était rédacteur dans les journaux littéraires Le Corsaire et La Lorgnette et publia un grand nombre de chansons, entre autres, dans l’Almanach des Grâces, l’Almanach des Muses et Les Veillées françaises.
Ses pièces ont été représentées sur les plus grandes scènes parisiennes du XIXe siècle : Théâtre de la Porte Saint-Martin, Théâtre de l'Odéon etc.

## Œuvres
- Traits remarquables du règne de Napoléon, 1814
- La Dinde en pal ou un Trait d'Henri IV, comédie historique mêlée de couplets, 1817
- Réflexions sur le prisonnier de Rouen ou Histoire du soi-disant faux dauphin, 1818
- Les Veillées d'une captive, avec Antony Béraud et Louis-François L'Héritier, 1818
- La Sœur Anne, ou le Billet à payer, intermède en 1 acte, mêlé de couplets, 1820
- La petite somnambule, comédie lacrina-comique en un acte, mêlé de couplets, 1821
- Fanfan Ducroquet, sortant de la 1re représentation de Azéma, ou le Père meurtrier de sa fille , pantomime, 1822
- Émélie, ou la Petite glaneuse, drame de Berquin, arrangé en 1 acte et mis en vaudeville, 1823
- Voyage autour du Pont-Neuf, et promenade sur le quai aux Fleurs, 1824
- La Chaumière du vieux soldat, chanson, 1824
- Azéma, ou l'Infanticide, roman historique tiré des causes célèbres de l'Angleterre, 2 vol., 1825
- L'Enfant des tours Notre-Dame, ou Ma vie de garçon, roman historique, 1825
- Petit Berquin en miniature ; théâtre d'éducation pour le premier âge, 1825
- L'Étude du cœur, ou les Leçons paternelles, roman, 1825
- Biographie des imprimeurs et des libraires, précédée d'un coup d’œil sur la librairie, 1826
- Biographie des condamnés pour délits politiques, avec Benjamin-Louis Bellet, 1827
- Le Petit marchand, ou Chacun son commerce, vaudeville en 1 acte, tiré d'un conte de Ducray-Duménil, avec Paul Auguste Gombault et Eugène Hyacinthe Laffillard, 1827
- Les Deux Amis, vaudeville en 2 actes, 1828
- La Mystification ou Le Comité de lecture, comédie en 1 acte, 1828
- Mon rêve, ou le gouvernement des animaux, 1828
- Tablettes bruxelloises, ou Usages, mœurs et coutumes de Bruxelles, avec Bellet, 1828
- La Bobineautiade, ou Coup-d’œil critique sur le théâtre du Luxembourg, satire en 2 chants, 1830
- Histoire de la révolution des quatre-vingt-seize heures, de ses causes et de ses effets ; suivie des Traits de bravoure, de patriotisme, de dévouement, d'humanité et de désintéressement, qui ont eu lieu pendant les mémorables journées des 26, 27, 28 et 29 juillet 1830, 1830
- Le Bâtard d'une haute et puissante dame, 2 tomes, 1831
- L'Écu de cinq francs, capilotade, 1833
- Le Démérite des femmes, 1838